# IC 3580
IC 3580 ist eine elliptische Zwerggalaxie vom Hubble-Typ dE0 im Sternbild Coma Berenices am Nordsternhimmel, die schätzungsweise 38 Millionen Lichtjahre von der Milchstraße entfernt ist.
Im gleichen Himmelsareal befinden sich u. a. die Galaxien NGC 4539, IC 3615, IC 3530.
Das Objekt wurde am 7. Mai 1904 vom US-amerikanischen Astronomen Royal Harwood Frost entdeckt.